# Ніколає Костін
Ніколає Костін (Некулає, Микола; 1660 — 1712) — історик, літописець, державний діяч Молдови.

## Біографія
Народився в заможній сім'ї. Його матір була родичкою господаря Молдови С.Могили (Мовіли), а батько — Мирон Костін — державним діячем Молдови і письменником. Здобув освіту в Польщі. Повернувшись на Батьківщину, займав посади логофета, гетьмана, великого логофета (глава канцелярії молдовського господаря та хранитель державної печатки) (1709–11). Був у фаворі в господаря Молдови Н.Маврокордата (1709–10; 1711–16). У своїх творах захищав місцеве боярство проти греків-фанаріотів.
Найвідомішою його працею став «Літопис землі Молдови від заснування світу до 1601 р.», який становить собою об'ємну компіляцію творів Геродота, Фалеса із Мілета, Арістотеля, Публія Овідія Назона, польс. хроністів Я.Длугоша, М.Кромера, М. і Й. Бєльських, а також творів Г.Уреке й книг, що належали перу М.Костіна (його батька). У ньому описано істор. події від часів бібл. потопу до поч. 17 ст.: переповідаються сюжети про створення світу, про Ноя та його синів Сима, Хама і Яфета, а також коротко викладається історія даків і римлян, Польс. королівства, утворення Молдови за Драгоша тощо, подається інформація про похід кн. Д.Вишневецького в Молдову (1563), про Хотинську фортецю (див. Хотин). Він є автором, можливо — співавтором, ще одного відомого твору — «Літопису землі Молдови від Штефана, сина Василя-вода» (1-шу частину цього літопису дослідники приписують Н.Мусте, сину літописця А.Аміраса). У 1-й частині містяться посилання на списки В.Димяна і Т.Дубеу, оповідається про події 1662—1709: правління сина В.Лупула, війни та природні катаклізми — комети і землетруси — у часи Ш.Петричейку, Г.Дуки та ін., численні повстання в Молдові в 2-й пол. 17 ст. У 2-й частині йдеться про події 1709–11, вона має характер офіц. хроніки, багатої на деталі. Особливо ефектно в ній описано правління «Думитрашки» (Д.Кантеміра), друге правління господаря Н.Маврокордата (1709–11). На основі офіц. рос. реляцій подано відомості про перемогу рос. військ під Полтавою (див. Полтавська битва 1709), а зі слів очевидців — про втечу швед. короля Карла XII в Бендери (Молдова), Прутський похід 1711 російського царя Петра І, взяття турецької фортеці Браїлів (нині м. Браїла в Румунії) тощо.